# 陳瑞珍
陳瑞珍（1960年9月10日—），福建福州人。已退役中國女子羽毛球運動員。
陳瑞珍在1981年贏得羽球世界杯女子單打冠軍。在1982年的全英羽球錦標賽四分之一決賽，敗給丹麥選手麗娜·科彭。1983年，獲得英國羽球大師賽冠軍。